# 平和站 (日本)
平和站（日语：／ Heiwa eki */?）是位於北海道札幌市白石區北鄉1條12丁目，北海道旅客鐵道（JR北海道）千歲線的車站。車站編號為H04。

## 簡介
車站名稱源自南口附近的地區「平和通」。這個地區過去被稱為「本通」，由於當地政府於昭和36年（1961年）開始進行白石神社區劃整理事業而重新開發此地區。在國道12號及JR函館本線之間也建造了新的道路，並根據當地居民的協商而命名為「平和通」。這個名稱包含了當地居民祈求和平的願望，並以此為該地區命名。
車站亦曾售賣描繪和平象徵「白鴿」的儲值卡（Orange Card）。
在札幌貨物總站開始營運之前，汽車可以使用平交道（函館本線柏木平交道）來往北鄉及平和通地區。但是在昭和42年（1967年）12月，國鐵貨物調車場決定興建札幌貨物總站並考慮廢除平交道，雖然引起當地居民不滿並舉行靜坐等抗議行動，但是平交道仍然被廢除，作為代替方案，興建了連接北鄉及平和通地區的柏木跨線行人天橋（全長約300米，闊度約1米）。其後，鄰近札幌新道的白石高架橋正式開通，汽車可以再次來往兩個地區。2002年（平成14年）10月17日，行人天橋的更換工程亦正式完成，除了加設上蓋外闊度也有增加。

## 歷史
- 1986年（昭和61年）11月1日 - 日本國有鐵道設立平和臨時乘降場[1]。開始處理旅客業務。
- 1987年（昭和62年）4月1日 - 經國鐵分割民營化後由JR北海道繼承，同時昇格為車站[1]。
- 1992年（平成4年） - 將側式月台的上下月台一體化，變成島式月台。
- 1998年（平成10年）7月1日 - 設置新站舍，同時成為業務委託車站。
- 2002年（平成14年）10月17日 - 柏木跨線行人天橋興建完成[3]。
- 2008年（平成20年）10月25日 - 開始使用智慧卡（Kitaca）[1]。

## 車站構造
現時為1面2線的島式月台地面車站。過去曾設有上下側式月台，但是由於使用量不斷上升，因此決定將上下月台與月台之間的渡板一體化而變成島式月台。此外，於2005年加設了棚頂。
車站兩側分別是函館本線的上下線，呈現夾著的狀態，並以這裡作為與千歲線的分岔點及邊界。函館本線並沒有於本車站設置月台，為千歲線的專用車站。
車站南方為札幌貨物總站，由於軌道兩側被廣大的平行軌道用地所分隔，因此需要興建較大型的連接通道（柏山跨線行人天橋）來連接車站。而且車站並不是常見的跨站式站房，而是從連接通道下樓梯後，在島式月台上設置站房的罕見結構。
車站業務主要由北海道JR服務網負責（業務委託車站），並設有綠窗口（營業時間6時50分至18時30分）、自動售票機、簡單自動入閘機（對應Kitaca及磁式車票）。而負責管理及夜間聯絡等則是由白石站負責。
2015年2月於入閘機附近設置了提供班次資料的液晶顯示器，並於3月正式投入使用。
札幌市議會於平成15年（2003年）第2次定期例會上，決定通過向車站提供「車站無障礙化設施建造費補助費」的預算修正案，補助費為2,500萬日元，為整項工程的三分之一費用。車站經過這次工程將會實現無障礙化（升降機、傷殘人士廁所、造口人士設備）。
| 月台 | 路線    | 方向 | 目的地                       |
| ---- | ------- | ---- | ---------------------------- |
| 1    | ■千歳線 | 上行 | 千歲、新千歲機場、苫小牧方向 |
| 2    | ■千歳線 | 下行 | 札幌、手稻、小樽方向         |

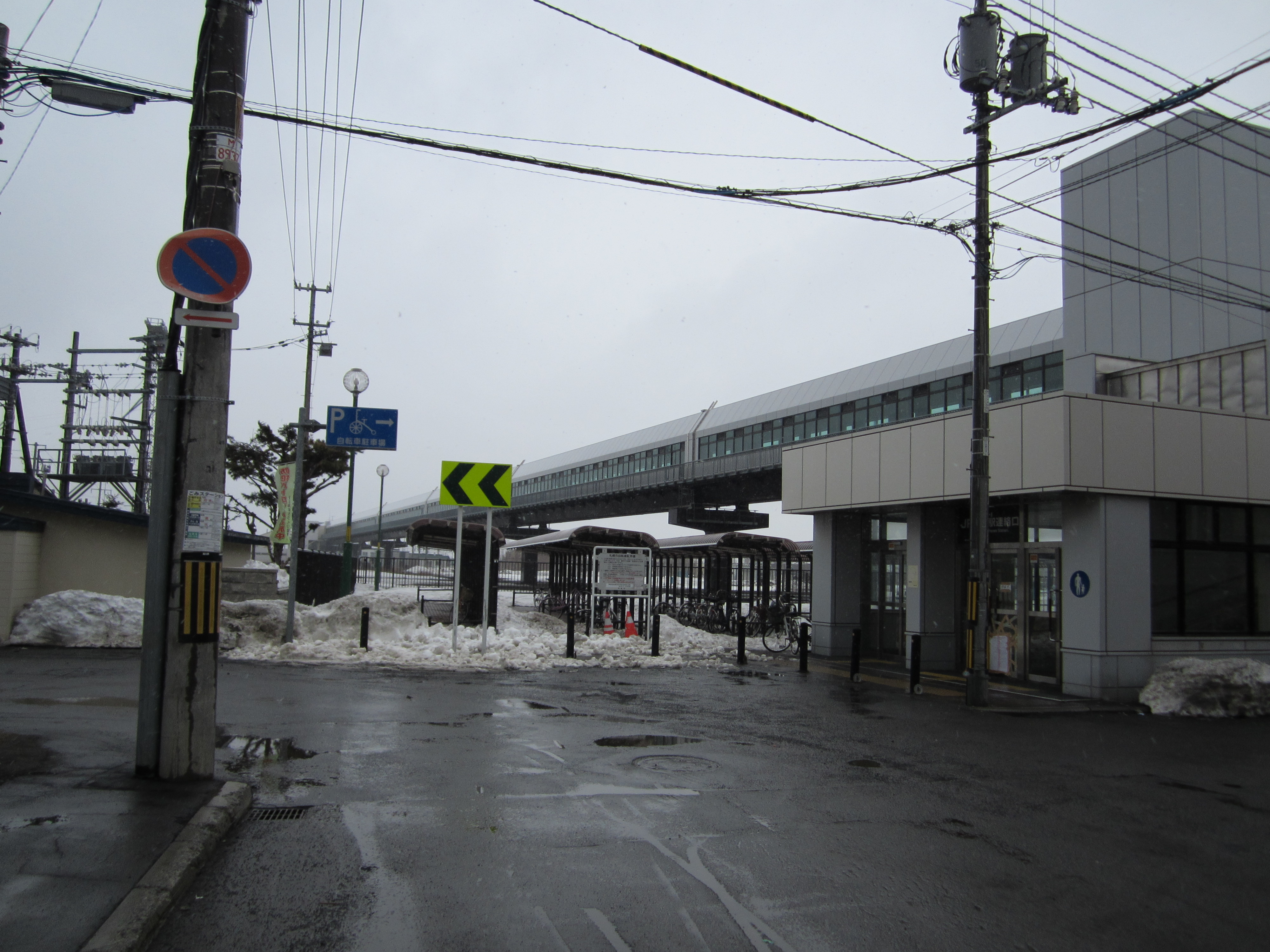
南側至連接通道
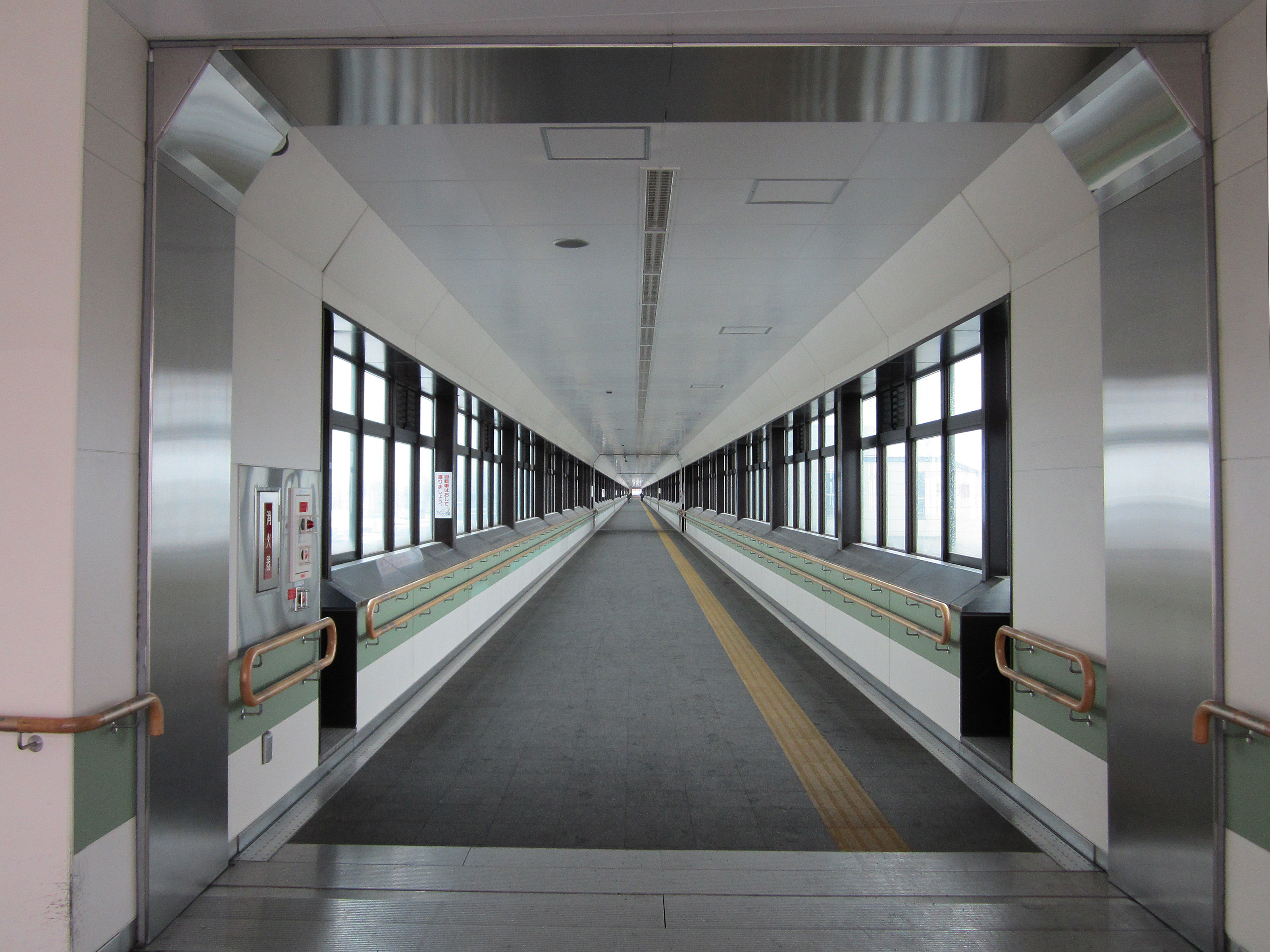
平和站連接通道（柏山跨線行人天橋）
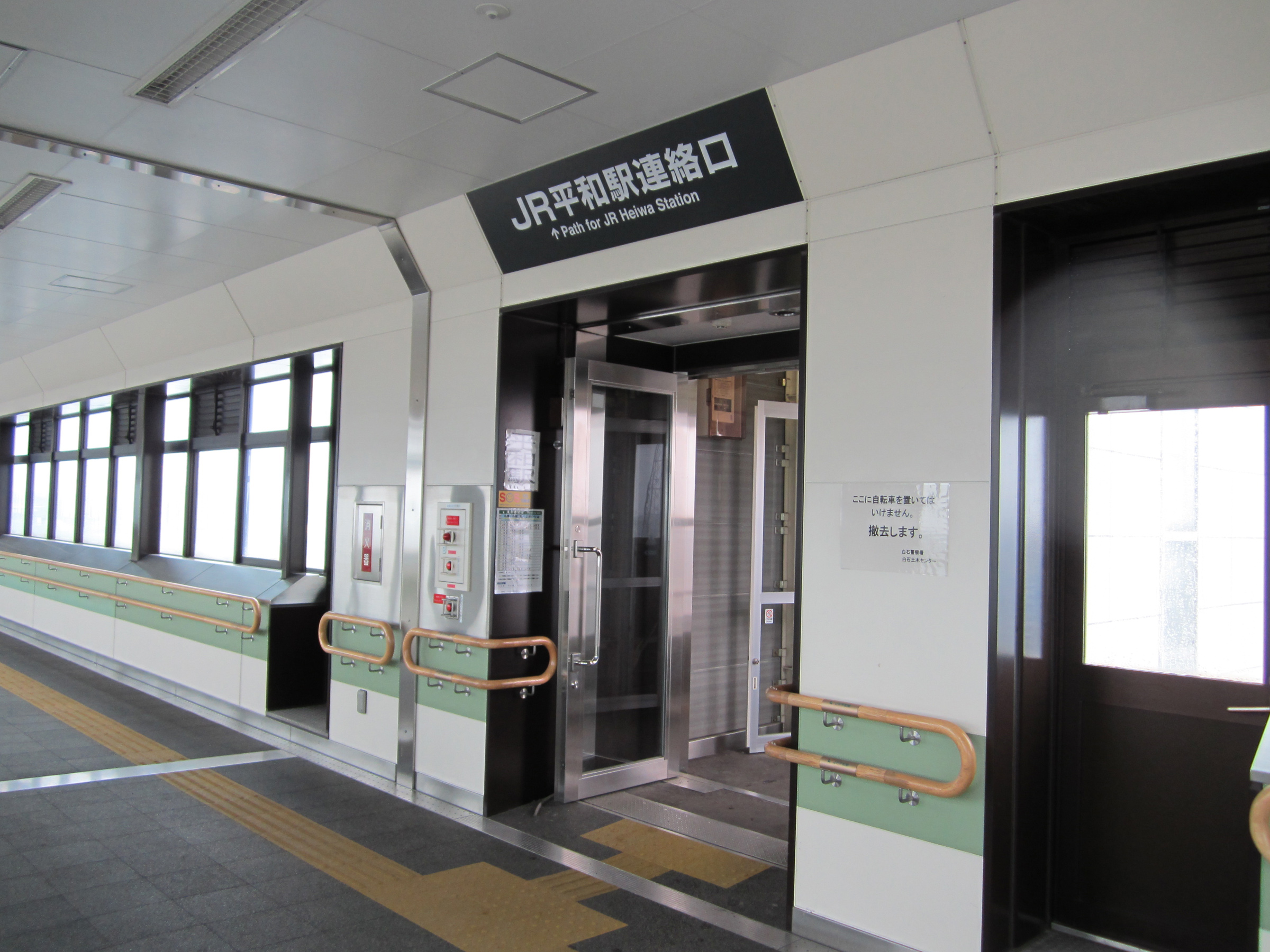
連絡口，使用者無法從這裡之外的地方到達車站
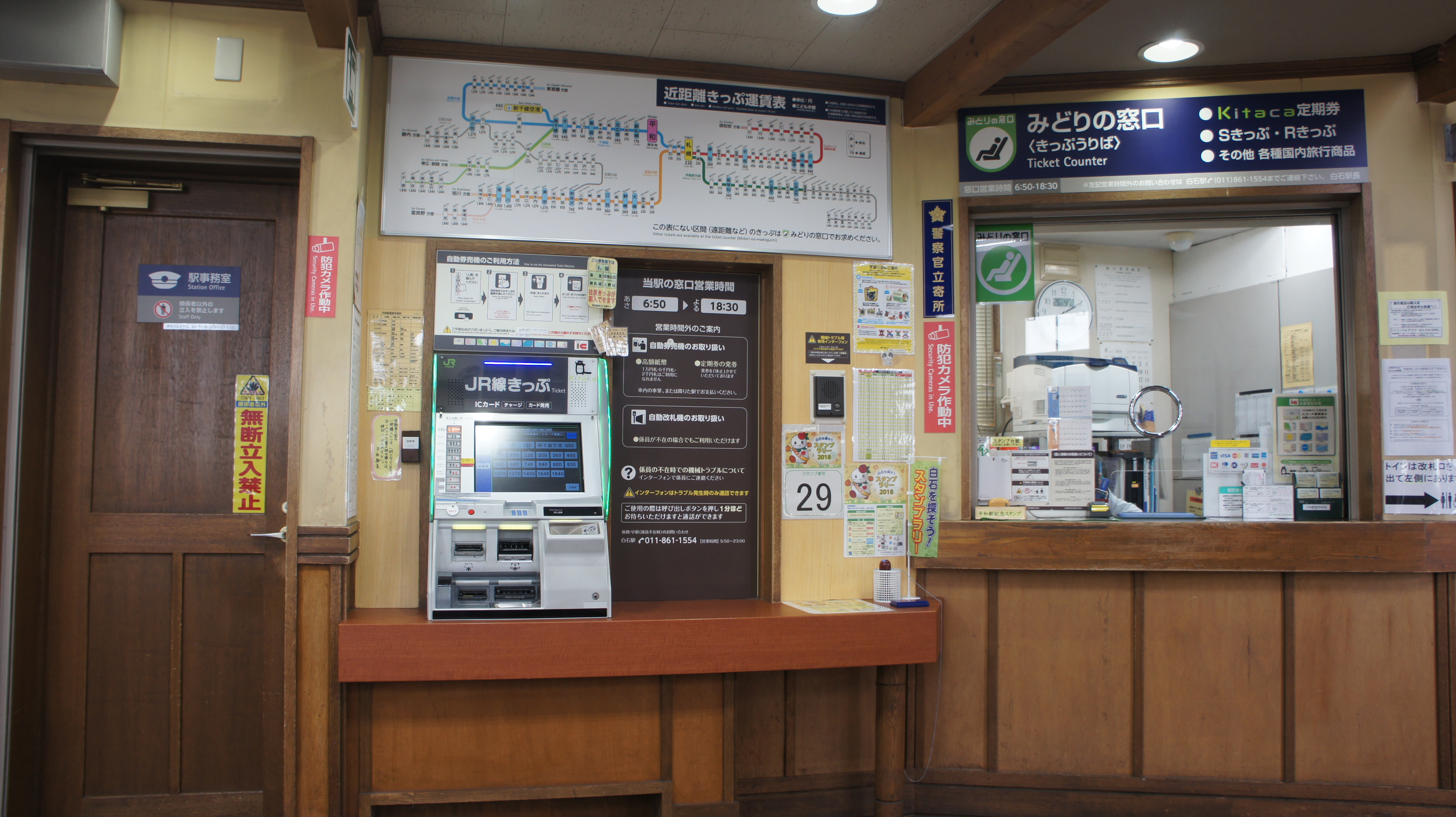
綠窗口及自動售票機
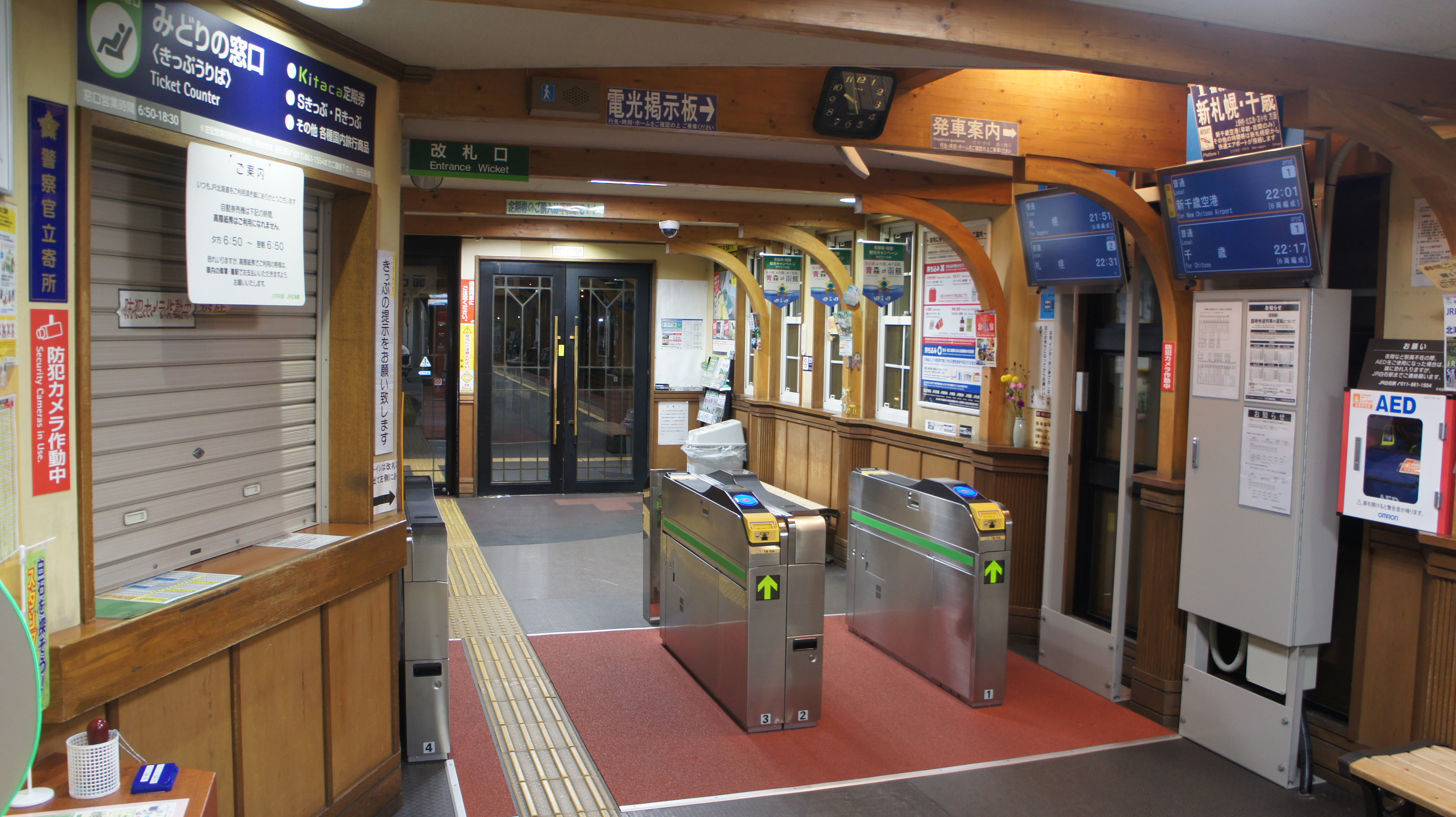
入閘機
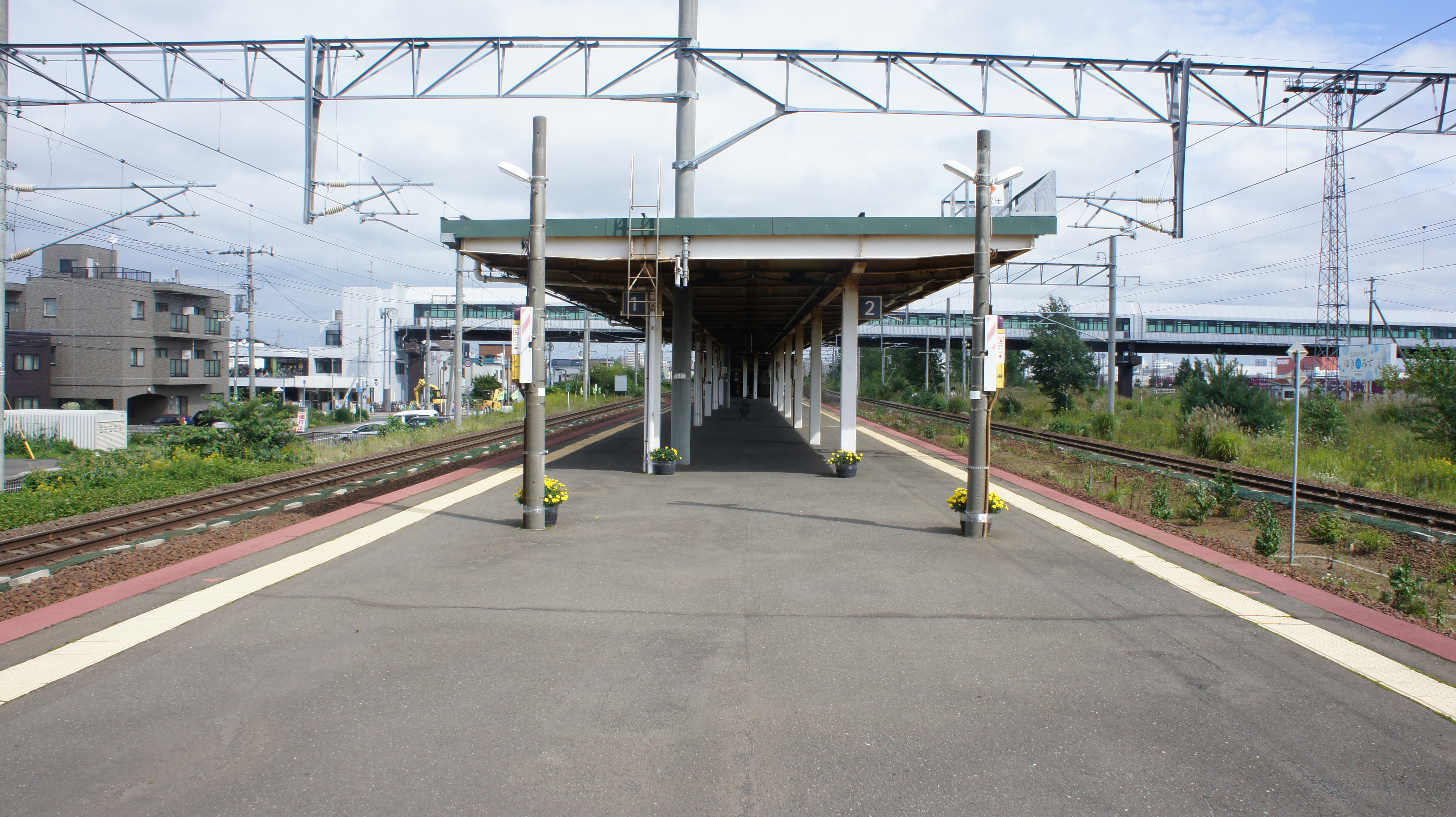
月台
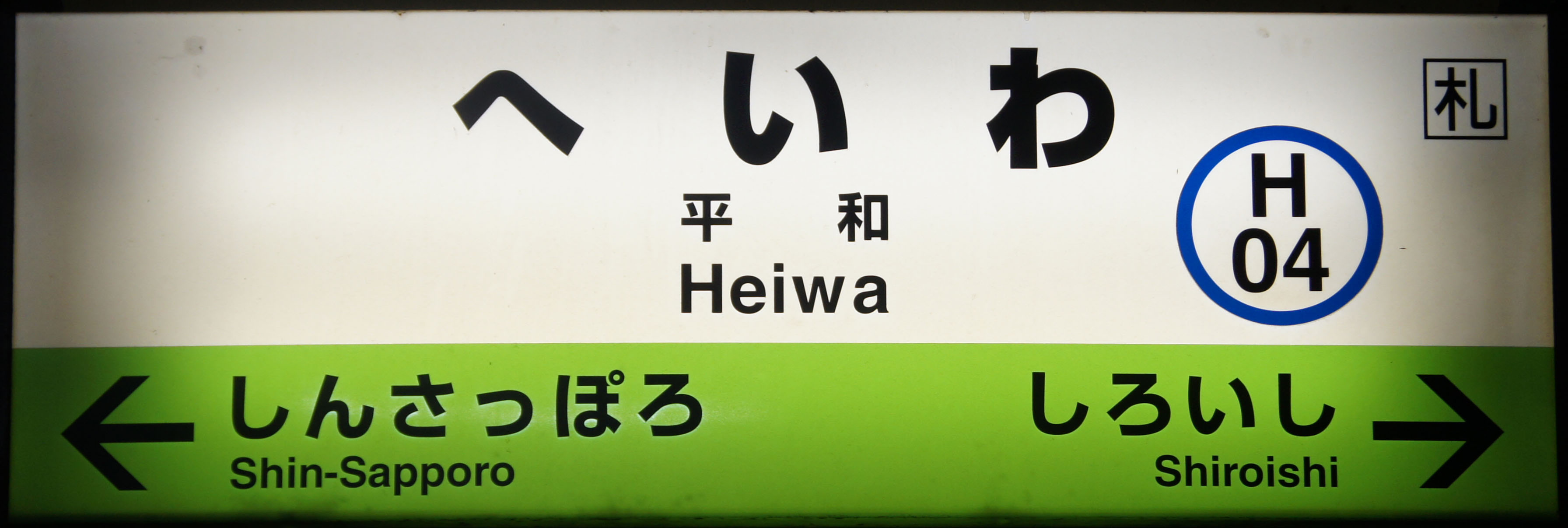
站名牌1
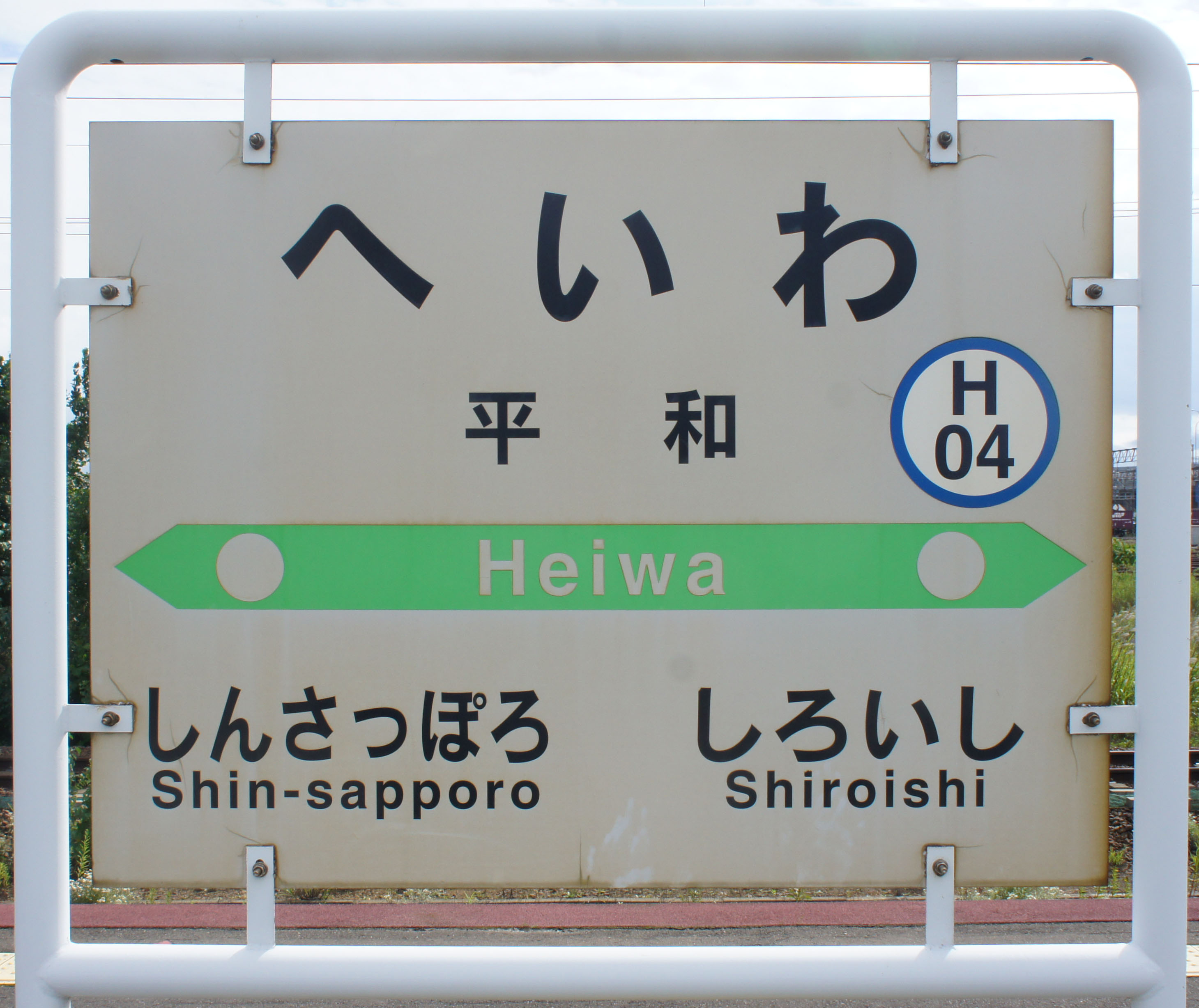
站名牌2

## 使用狀況
根據「札幌市都市交通數據」，2016年（平成28年）的平均載客量為2,710人。
| 年度               | 平均一天 載客量 | 參考資料 |
| ------------------ | --------------- | -------- |
| 1990年（平成2年）  | 1,090           | [ 5 ]    |
| ：                 |                 |          |
| 1995年（平成7年）  | 1,561           | [ 5 ]    |
| ：                 |                 |          |
| 2000年（平成12年） | 2,012           | [ 5 ]    |
| 2001年（平成13年） | 2,000           | [ 5 ]    |
| 2002年（平成14年） | 2,036           | [ 5 ]    |
| 2003年（平成15年） | 2,154           | [ 5 ]    |
| 2004年（平成16年） | 2,198           | [ 5 ]    |
| 2005年（平成17年） | 2,338           | [ 5 ]    |
| 2006年（平成18年） | 2,397           | [ 5 ]    |
| 2007年（平成19年） | 2,425           | [ 5 ]    |
| 2008年（平成20年） | 2,467           | [ 5 ]    |
| 2009年（平成21年） | 2,512           | [ 5 ]    |
| 2010年（平成22年） | 2,558           | [ 5 ]    |
| 2011年（平成23年） | 2,615           | [ 5 ]    |
| 2012年（平成24年） | 2,637           | [ 5 ]    |
| 2013年（平成25年） | 2,738           | [ 5 ]    |
| 2014年（平成26年） | 2,772           | [ 5 ]    |
| 2015年（平成27年） | 2,777           | [ 5 ]    |
| 2016年（平成28年） | 2,710           | [ 5 ]    |

## 車站周邊
在札幌市都市計劃上，站房位於準工業地區，由車站南側至國道12號附近為札幌市大谷地物流業務區。北側為住宅地區，因此平和站鄰近地區並不存在商業地區。直至2017年2月14日，在札幌市內沒有接鄰商業地區的車站，除了平和站外，還有稻積公園車站、稻穗車站、八軒車站、新川站、太平站、百合原車站及上野幌站。
直至2017年1月1日，站房為札幌市內唯一的有人車站，其方圓400米內亦沒有任何便利商店。
由於鐵道軌道的關係，如果駕駛汽車前往車站南北兩側時需要使用較迂迴的道路，因此使用計程車時必須指示是那一側的道路。

### 北鄉側（北側）
- 白石警察署北都派出所
- 白石北鄉二條郵政局
- 北海道信用金庫北都分店
- 川下公園
- 北海道札幌白石高等學校
- 北海道札幌白陵高等學校
- 學校法人大藤學園北都幼稚園
- 札幌市立北都中學
- 札幌市立北都小學
- 札幌市立東川下小學
- 北海道中央巴士「北鄉2條13丁目」巴士站（沿北13條北鄉通）

### 平和通側（南側）
- 札幌貨物總站（日本貨物鐵道）
- 國道12號、國道274號（札幌新道）
- 道央自動車道大谷地交流道（日语：大谷地インターチェンジ）
- 北海道No More被爆者（ノーモアヒバクシャ）會館
  - 展示「廣島、長崎原爆資料展示館」的資料。
- 札幌住宅區倉庫

## 相鄰車站
北海道旅客鐵道（JR北海道）
■千歲線
■特别快速「機場」、■快速「機場」
不停靠
■普通
新札幌（H05）－平和（H04）－白石（H03）

## 外部連結
- （日語）平和站（JR北海道） （页面存档备份，存于）

43°2′49″N 141°26′17″E / 43.04694°N 141.43806°E